# Cantone di Lormont
Il Cantone di Lormont è una divisione amministrativa dell'arrondissement di Bordeaux.
A seguito della riforma approvata con decreto del 20 febbraio 2014, che ha avuto attuazione dopo le elezioni dipartimentali del 2015, è passato da 4 a 5 comuni.

## Composizione
I 4 comuni facenti parte prima della riforma del 2014 erano:
- Ambès
- Bassens
- Lormont
- Saint-Louis-de-Montferrand

Dal 2015 i comuni appartenenti al cantone sono i seguenti 5:
- Artigues-près-Bordeaux
- Bassens
- Lormont
- Montussan
- Yvrac